# Bataille de Glorieta Pass
Guerre de Sécession
Batailles
Campagne du Nouveau-Mexique
- Valverde
- Glorieta Pass
- Albuquerque
- Peralta

La bataille de Glorieta Pass est une bataille de la guerre de Sécession, livrée les 26 et 28 mars 1862, dans le territoire du Nouveau-Mexique. Elle s'inscrit dans la campagne du Nouveau-Mexique, qui voit les forces nordistes bloquer l'invasion sudiste des territoires situés à l'est des montagnes Rocheuses.
Certains historiens ont utilisé le terme de « Gettysburg de l'Ouest » pour qualifier cette bataille étant donné qu'elle constitue le tournant de la guerre au Nouveau-Mexique
Les escarmouches, entamées le 26, menèrent à l'affrontement général le 28 mars. Si les troupes confédérées restent maîtres du champ de bataille, la destruction de leurs approvisionnements les oblige à se replier sur le Texas, transformant une défaite tactique de l'Union en victoire stratégique.

## Contexte

### Contexte géographique
Glorieta Pass est un col des montagnes de Sangre de Cristo. Il permet de mettre en relation la haute vallée du Pecos et celle du Rio Grande. Il est situé à environ 16 km au sud-est de la ville de Santa Fe. Son altitude est de 2 300 mètres environ.
Ce col fait partie de la piste de Santa Fe qui permettait aux immigrants et aux marchandises, partis du Missouri, de gagner le sud-ouest du pays et la Californie.
Cette bataille est aussi la plus haute (en altitude) de l'ensemble du conflit.

### Contexte militaire
En 1862, les sudistes avaient établi le territoire confédéré de l'Arizona, avec Mesilla comme capitale. Ce territoire s'étendait sur les moitiés sud des actuels états d'Arizona et du Nouveau-Mexique. L'objectif était d'avoir une base de départ pour la conquête des ports et des mines d'or et d'argent de Californie,.
L' armée des forces confédérées du Nouveau-Mexique , sous le commandement du brigadier général Henry H. Sibley cherchèrent à s'emparer de fort Craig. En février, les mouvements de Sibley obligent son adversaire, le colonel Edward Canby, commandant des forces nordistes, à la retraite, après un affrontement à Valverde.
Sibley contourne fort Craig, où se sont repliées les forces nordistes, et se dirige vers Santa Fe, le long du Rio Grande. Il s'empare de la ville le 10 mars.
Canby reste à fort Craig, menaçant la ligne de communication sudiste vers le Texas, dans l'attente de renforts.
En mars, Sibley envoie le major Charles L. Pyron, à la tête de 200-300 hommes pour prendre le défilé de Glorieta Pass, position stratégique sur la piste de Santa Fe, au sud-est de cette ville. Il envoie aussi 6 compagnies, sous le commandement du major Tom Green, bloquer les accès est de Glorieta Pass. Tenant cette position, il pourrait alors menacer la région des High Plains et attaquer Fort Union pour continuer à remonter vers le nord.

## Forces en présence

### Confédérés
Les forces, texanes, sont commandées par Charles L. Pyron et William Read Scurry.
Durant les combats du 26, Pyron dispose de son bataillon du 2e régiment de Tirailleurs à Cheval du Texas (Texas Mounted Rifles), 4 compagnies du 5e Texas Mounted Rifles sous le commandement du commandant John Shropshire, et 2 canons.
Le détachement de Scurry comprend 9 compagnies du 4e Texas Mounted Rifles (Major Henry Raguet), et 5 du 7e Texas Mounted Rifles (Major Powhatan Jordan), ainsi que 3 canons.

### Fédéraux

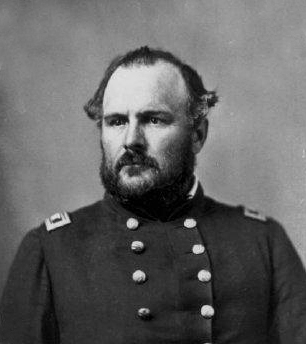
Le major J. M. Chivington.

Les forces nordistes comprennent des éléments de l'armée régulière U.S. (armée professionnelle), à côté d'unités de volontaires, levées par les États.
Elles sont commandées par le colonel John P. Slough du 1er régiment d'infanterie du Colorado, une partie des unités étant dirigées par le commandant John M. Chivington.
Lors des combats du 26 mars, Chivington dispose de 4 compagnies du 1st Colorado Volunteers et de détachements des 1er et 3e régiments de cavalerie US.
Durant les combats du 28, Slough commande en personne 9 compagnies du 1st Colorado Volunteers, un détachement des 2e et 3e régiments de cavalerie US ainsi que 2 batteries d'artillerie. Chivington commande pour sa part 5 compagnies du 5e U.S. Infantry, 1 compagnie du 1er Colorado, la compagnie indépendante de James H Ford, issue du 2e Colorado, et quelques éléments de la milice du Nouveau-Mexique.

## Bataille

### Combats du26 mars 1862: Apache Canyon
Les 300 hommes de Pyron s'étaient établis à Apache Canyon, l'un des accès de Glorieta Pass, une grand-garde de 50 hommes surveillant le col en lui-même.
Le major Chivington, au matin du 26, mena 418 hommes au col et attaqua les forces sudistes. À midi, il avait pris le poste de garde et était arrivé au contact de la force principale sudiste. Les forces nordistes sont repoussées par l'artillerie. Elles reviennent à l'attaque en passant par les deux côtés de la passe. Prenant les confédérés entre deux feux, elles les forcent à reculer de 2 500 mètres environ, jusqu'à une portion plus étroite de la passe.
Appliquant la même manœuvre, Chivington prend à nouveau les sudistes entre deux feux. Ces derniers cherchent à nouveau à reculer mais le font en désordre. Une compagnie montée du Colorado en profite pour charger les canons que les sudistes cherchaient à atteler, capturant des prisonniers et mettant les autres en déroute.
Chivington ne poursuit pas son avantage, ignorant si d'autres forces confédérées étaient dans les parages et susceptibles d'intervenir. Il se retire sur Kozlowski’s Ranch et attend l'arrivée de Slough avec le reste des forces nordistes.
Ce succès local améliore le moral des troupes nordistes,.

### Combats du28 mars: Glorieta Pass

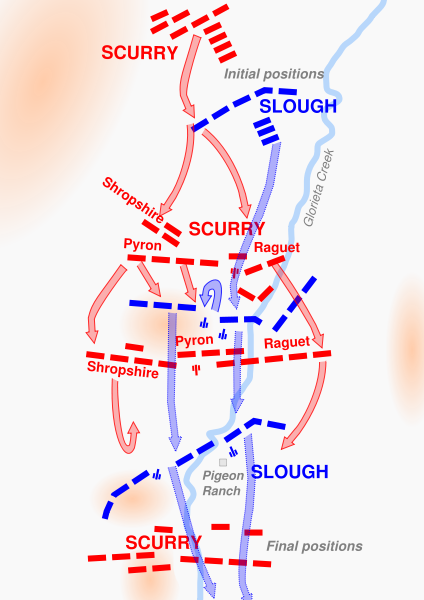
Bataille de Glorieta Pass : actions du 28 mars 1862-
sudistes
nordistes

La journée du 27 mars se passe sans combat, chaque camp recevant des renforts. Les troupes de Scurry arrivent vers 15 heures, portant les effectifs sudistes à près de 1 100 hommes et 5 pièces d'artillerie. Faisant valoir son ancienneté, il prend le commandement de l'ensemble des troupes sudistes présentes.
Estimant que les nordistes attaqueront, mais aussi que les troupes de Green pourraient prendre les nordistes à revers, il fait organiser une ligne de défense.
Du côté des unionistes, Slough arrive tôt dans la matinée du 28, avec près de 900 hommes, portant les effectifs nordistes à 1 300 combattants.
Dans chaque camp, on se prépare à attaquer au matin du 28. Slough, estimant que les sudistes resteraient retranchés dans Apache Canyon, envoie Chivington et 400 hommes pour contourner par le sud les positions confédérées et lancer une attaque de flanc quand le reste des troupes fédérales attaqueraient de front.
De son côté Scurry, estimant que les nordistes allaient se replier vers Fort Union, décide de lancer toutes ses troupes en avant. Un millier d'hommes environ avancent vers l'est, au long de la piste de Santa Fe, ne laissant qu'un faible détachement et un seul canon à Johnson's Ranch.

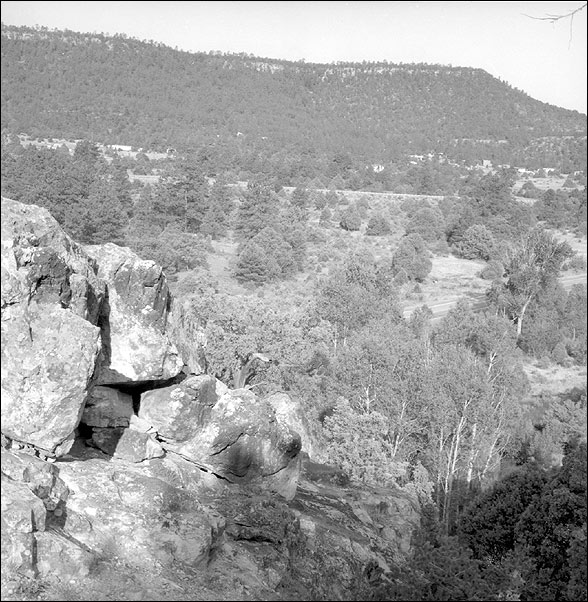
Aspect, en 1890, des lieux des combats. La photo est prise depuis ce qui était l'emplacement de l'aile droite nordiste, « Sharpshooters Ridge ».

Vers 11 heures, les adversaires se rencontrent, à 800 mètres environ du Pigeon's Ranch. Slough déploie les 4 compagnies du bataillon provisoire (1er Colorado, lieutenant colonel Samuel Tappan) en travers de la piste, avec l'appui des 2 batteries d'artillerie.
Les sudistes mettent pied à terre et se déploient en ligne mais le terrain difficile conduit les différentes compagnies à se mêler. Malgré son infériorité numérique, Tappan tient le terrain jusque vers midi. Il commence à cette heure à être tourné par les sudistes qui progressent sur ses ailes. Slough reforme une ligne de défense en arrière, plus proche du Pigeon's Ranch. Il barre la partie centrale de la passe avec deux compagnies et une batterie d'artillerie. Sur la gauche, il dispose, sous son commandement, 4 compagnies et l'autre batterie sur les hauteurs; sur la droite, en hauteur aussi, les deux compagnies restantes.
Les sudistes attaquent en 3 colonnes. Pyron et Raguet attaquent la droite nordiste, Shropshire, la gauche. Scurry, appuyée par son artillerie, conduit le reste des troupes confédérées contre le centre des positions nordistes.
L'aide droite sudiste échoue dans son attaque et se replie en désordre. La gauche et le centre n'ont pas plus de succès. L'artillerie sudiste se replie après que l'un des canons a été démonté et un caisson détruit. Les sudistes combattent par petits groupes, « avec un désespoir jamais atteint dans un autre engagement de la guerre. »
Vers 15 heures, les confédérés commencent à déborder l'aile droite nordiste. Raguet est mortellement blessé. Des hauteurs, lieu qui gardera plus tard le nom de « Sharpshooters Ridge » (« la Crête des Tireurs d'élite »), ils fusillent les artilleurs et les fantassins nordistes, en contrebas. Scurry relance l'attaque du centre des positions fédérales.
Slough fait alors reculer sa ligne, à 800 mètres environ à l'est de Pigeon's Ranch, son aile gauche servant d'arrière-garde dans le mouvement.
Jusqu'à la nuit, les adversaires tirailleront sans plus manœuvrer. Slough fait alors retraite sur  Kozlowski's Ranch, abandonnant le terrain aux sudistes.
Pendant les combats sur la piste, le détachement Chivington, lui, tombait sur les arrières sudistes; le chef des volontaires du Nouveau-Mexique, Manuel Chavez, du 2e régiment des volontaires du Nouveau-Mexique, rapportait que les éclaireurs avaient localisé le convoi de ravitaillement sudiste. Après avoir passé une heure à l'observer, les nordistes dévalent la pente, dispersent l'escorte, sans trop de difficultés. 80 chariots sont pillés puis brûlés, un canon encloué et 500 chevaux ou mules sont abattus ou dispersés. Le détachement nordiste regagne ensuite Kozlowski's Ranch.
Sans ravitaillement, Scurry ne peut plus continuer sa progression et n'a pas d'autre choix que de reculer jusqu'à Santa Fe, premier pas d'une longue retraite qui ramènera les sudistes à San Antonio (Texas). Ainsi s'achève la dernière tentative confédérée de prendre le contrôle des territoires de l'Ouest. Glorieta Pass est le tournant de la guerre de Sécession dans le Nouveau-Mexique.
De nos jours, certaines parties du lieu des combats sont placées sous l'administration du Pecos National Historical Park.

## Controverse
Elle porte sur l'identité du vrai vainqueur du combat. Officiellement, Chivington est le héros du combat de Johnson's Ranch. Mais des voix du Nouveau-Mexique attribuent à un employé du Bureau des Affaires Indiennes, James L. Collins, l'idée de l'attaque et de la destruction du convoi de ravitaillement sudiste. En réalité, Chivington avait été envoyé pour mener une attaque de flanc, et la découverte du convoi a constitué une occasion d'affaiblir son adversaire.
L'Assemblée Territoriale du Nouveau-Mexique prit une résolution, le 23 janvier 1864 qui, sans citer le nom de Chivington, demandait au président Lincoln de promouvoir  William H. Lewis et Asa B. Carey, tous les deux de l'Armée Régulière, pour « services rendus » lors de cette bataille.
Le 8 mars, un éditorial du Rio Abajo Press, d'Albuquerque, stigmatisait le colonel Chivington, accusé de voler les lauriers du capitaine William H. Lewis (sans mentionner Carey).  L'éditorial affirmait aussi que « des témoins de l'affaire » racontaient qu'il avait fallu deux heures pour persuader Chivington d'attaquer et que l'attaque avait été conduite par Lewis, Chivington observant l'action de loin.
Un reproche plus pertinent fait à Chivington est que s'il avait rapidement renforcé Slough à Pigeon's Ranch en marchant au canon, ses 400 hommes auraient fait la décision en faveur des nordistes. En particulier s'il avait attaqué de flanc comme prescrit.

## Conséquences
Les conséquences de cette bataille excentrée sont en définitive très importantes.
En premier lieu, la victoire sudiste s'avère temporaire. La destruction de leurs approvisionnements les conduit à faire retraite vers le Texas, abandonnant Santa Fe et le Nouveau-Mexique.
En second lieu, cette bataille ruine l'objectif de Sibley visant la capture de l'importante base nordiste de Fort Union, ce qui aurait obligé les nordistes à évacuer le territoire, jusqu'au nord de Raton Pass.
En définitive, le rêve sudiste d'un bastion installé dans le sud-ouest du continent se révèle irréaliste ; ne fût-ce que parce que le Nouveau-Mexique ne pouvait offrir de ressources suffisantes pour subvenir aux besoins de l'armée y stationnant. Et, quand bien même cette occupation aurait eu lieu, l'approche de la « Colonne de Californie » durant l'été 1862 l'aurait remise en question.

## Sources
- (en) Cet article est partiellement ou en totalité issu de l’article de Wikipédia en anglais intitulé « Battle of Glorieta Pass » (voir la liste des auteurs).
- (en) J. McPherson, The atlas of the Civil War, 2005, Colin Glover Ent.,  (ISBN 978-0-7624-2356-9), pages 58–59.
- (en) National Park Service battle description
- (en) The Battle of Glorieta Pass from the University of San Diego history department
- (en) Frederick Dyer, A Compendium of the War of the Rebellion, Des Moines, Iowa, The Dyer Publishing Company, 1908.
- (en) Donald S. Frazier, Blood and Treasure : The Confederate Empire in the Southwest, College Station, Texas, Texas A & M University Press, 1995 (ISBN 978-0-89096-639-6).
- (en) Josephy, Jr., Alvin M. The Civil War in the American West. New York: Alfred A. Knopf, 1991.  (ISBN 0-394-56482-0)
- (en) William A. Keleher, Turmoil in New Mexico, 1846–1868, Albuquerque, University of New Mexico Press, 1952, 534 p., relié (ISBN 978-0-8263-0631-9, LCCN 82011113).
- (en) Whitlock, Flint. Distant Bugles, Distant Drums: The Union Response to the Confederate Invasion of New Mexico. Boulder Colorado: University Press of Colorado, 2006.  (ISBN 978-0-87081-835-6)

## Pour en savoir plus